# 貝甘特斯河

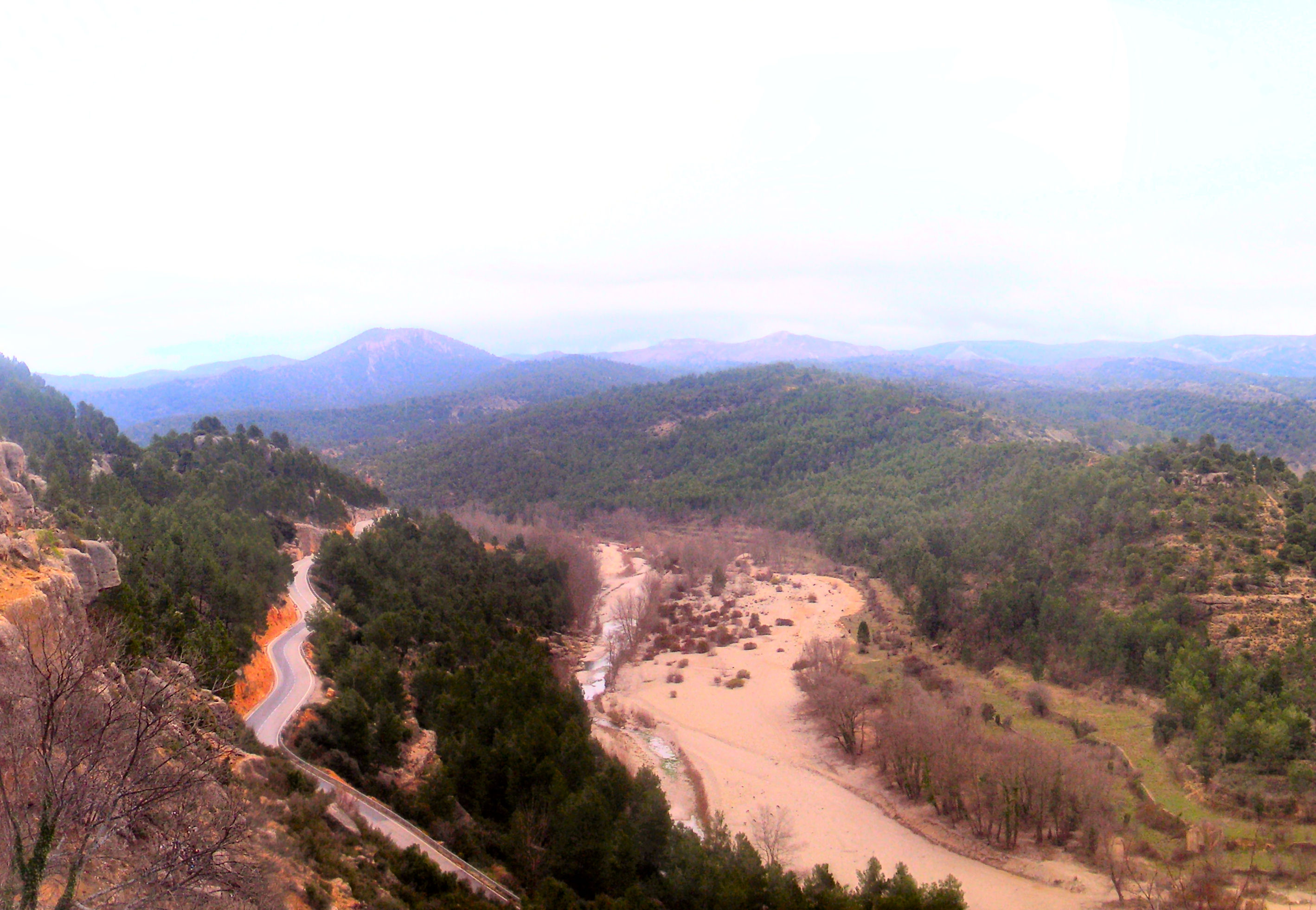
貝甘特斯河

貝甘特斯河（西班牙語：Río Bergantes）是西班牙的河流，屬於埃布羅河流域的一部分，河道全長60公里，最終注入瓜達洛佩河，是鱒魚、淡水龍蝦和水獺出沒的地點。
40°51′47″N 0°12′35″W / 40.863°N 0.2098°W